# Martin Truijens
Martin Truijens (13 januari 1978) is een Nederlands zwemcoach. Hij begeleidde onder meer Femke Heemskerk en Manon van Rooijen naar olympisch goud.
Martin Truijens begon als zwemcoach in 2005 bij TopZwemmen Amsterdam. Van 2006 tot en met 2016 was hij hoofdtrainer van het Nationaal Zweminstituut Amsterdam. In 2017 startte Truijens als hoofdcoach van het nationaal trainingscentrum in Kopenhagen, Denemarken. Na een succesvolle periode in het Deense zwemmen verliet Truijens eind 2019 tamelijk onverwacht Denemarken. 
In 2020 bekleedde Truijens de functie van hoofdcoach van International Swimming League- (ISL-) team NY Breakers tijdens het tweede seizoen van ISL. De ploeg haalde de halve finales en verbeterde daarmee het resultaat van seizoen 1. Bij elkaar zwommen de Breakers 17 keer naar de winst en werden verschillende nationale en ISL-records verbroken.

## Zwemmers onder begeleiding van Martin Truijens
- Pernille Blume
- Mie Nielsen
- Viktor Bromer
- Signe Bro
- Tobias Bjerg
- Emilie Beckmann
- Daniel Skaaning
- Mathias Rysgaard
- Emily Gantriis
- Victoria Bierre
- Matilde Schrøder
- Markus Krooyer
- Amalie Mikkelsen

## Zwemmers in het verleden onder begeleiding van Martin Truijens
- Robin Neumann
- Joost Reijns
- Ben Schwietert
- Linda Bank
- Elise Bouwens
- Tessa Brouwer
- Inge Dekker
- Stefan de Die
- Nick Driebergen
- Chantal Groot
- Femke Heemskerk
- Saskia de Jonge
- Lona Kroese
- Moniek Nijhuis
- Jesse Puts
- Manon van Rooijen
- Lennart Stekelenburg
- Jolijn van Valkengoed
- Thijs van Valkengoed
- Bas van Velthoven
- Joeri Verlinden
- Esmee Vermeulen
- Sebastiaan Verschuren
- Annemarie Worst
- Rikke Møller Pedersen
- Sarah Bro
- Lotte Friis